# 中山直守
中山 直守（なかやま なおもり、寛永10年（1633年） - 貞享4年7月2日（1687年8月9日））は、江戸時代前期の旗本。中山直定の嫡男。通称は勘解由（かげゆ）。官位は従五位下・丹後守。中山照守の孫。正室は大久保教隆の娘。子に直房、直安、直大、直温。甥は上野沼田藩主の黒田直邦。遠縁に常陸松岡藩主の中山信吉がいる。
大身旗本・中山直定の嫡男として生まれる。父・直定の代に武蔵、上総、下総の三国に3000石得て、直守の代に1000石加増された。正保2年（1645年）、先手組弓頭であった父直定が没し、13歳でその遺跡を継ぐ。小姓組番士、徒頭を歴任し、寛文3年（1663年）に先手組鉄砲組頭に任じられる。天和2年（1682年）、500石を加増される（のちに4000石を知行）。家譜によれば、天和3年（1683年）1月23日より、直守は幕府から盗賊追捕の役（盗賊改）に転じられ、「鬼勘解由」とあだ名されて恐れられたという。また同日、息子直房は、火付人を召し取る役（のちの火付改）に任ぜられた。その後、直房が直守の遺跡を継ぎ、また勘解由と称したことから、「鬼勘解由」は直房との説もある。貞享元年（1684年）12月3日、直守は兼務していた先手組頭から大目付となり、同年12月26日に従五位下・丹後守に叙任。貞享3年9月（1686年）に大小神祇組を取り締まった。翌貞享4年（1687年）7月2日、没。享年55。